# 동강댐

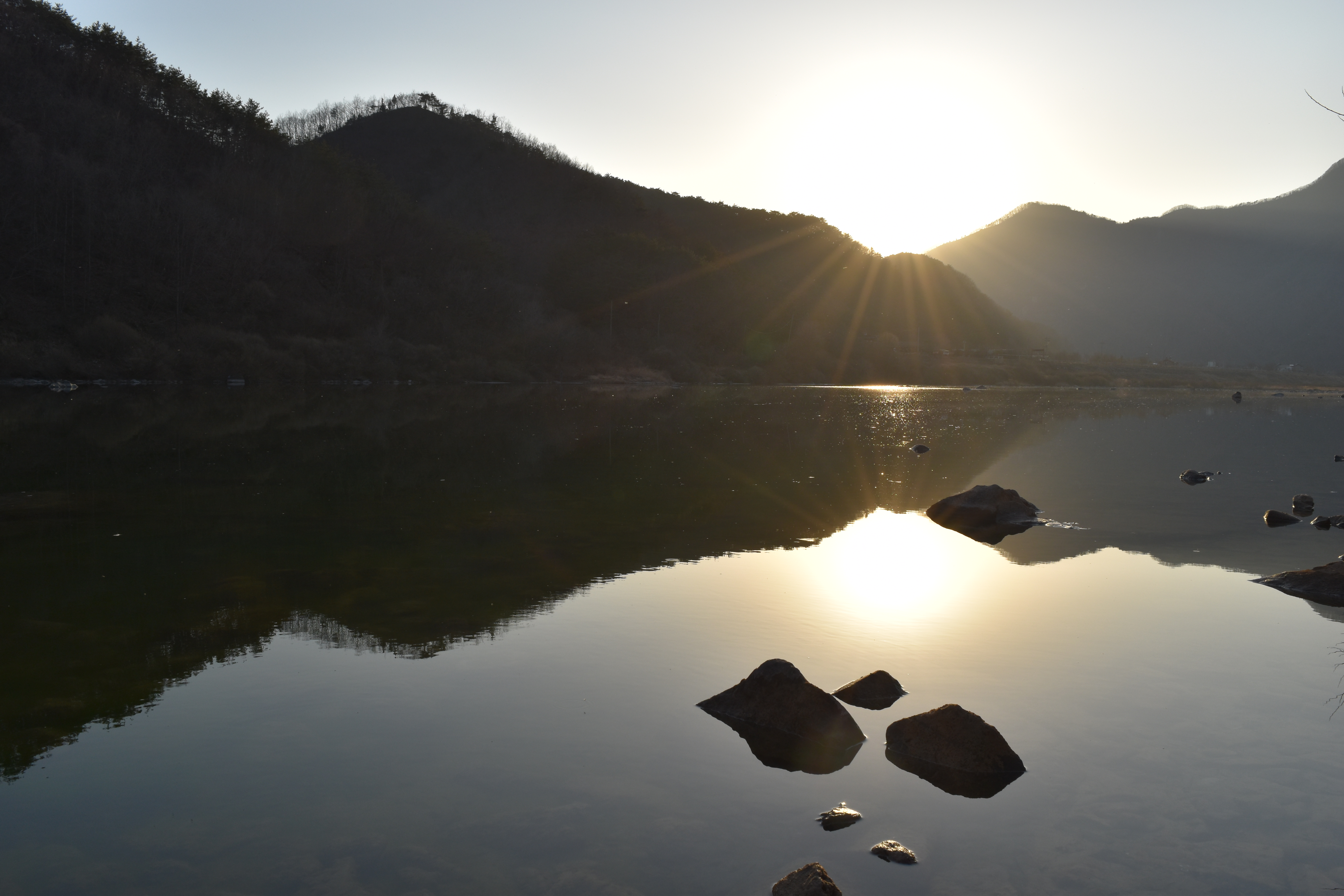
영월군을 지나는 동강의 모습이다.

동강댐 또는 영월 다목적댐은 현재의 강원특별자치도 영월군 영월읍 거운리 동강에 지어질 예정이었으나 건설이 취소된 대한민국의 댐이다.

## 배경
동강은 한강의 상류에 해당하며 정선군 정선읍과 영월군 영월읍을 지나 서울로 흘러간다. 1990년 한강 대홍수로 인해 1990년 9월 10일부터 12일까지 한강 전역에 400~500 mm에 이르는 폭우가 쏟아져 126명이 사망하고 18만 명의 이재민이 발생하였다. 이 때 침수로 700억 원에 달하는 재산피해와 1만 5천명의 이재민이 발생한 영월군과 단양군을 비롯해 중부지방 일대에 크고 작은 수해가 발생했고 특히 한강 하류의 수위가 급상승하여 고양시 지도읍의 강둑이 터져 능곡과 일산 일대가 침수되는 피해가 발생하여 이를 계기로 강원도 주민들은 정부에 댐 건설을 요구하였다. 대한민국 정부는 제3차 국토종합개발계획에 이를 반영하여 1997년 9월 댐 건설 예정지를 공식 발표하고 거운리 일대에 영월댐 건설을 추진하였다. 한국수자원공사와 건설교통부는 영월군에 2005년까지 댐을 건설하여 물 부족을 해소하고 홍수 피해에 대비한다고 발표하였다. 동강댐(당시의 명칭은 영월댐) 건설은 1996년 2월 21일부터 1997년 12월 15일까지 기본설계 및 실시설계를 하면서 본격적으로 추진되었다. 건설교통부는 1997년 9월 22일 댐 건설 예정지를 고시하였다.

### 동강댐 사업내용 및 규모
동강댐의 사업 내용 및 규모는 다음과 같았다. 사업 효과로는 용수공급 3억 6700만 m3, 홍수조절 2억 m3, 발전 1억 2600만 kwh/년으로 예측되었다.
| 구분        | 내용                                             |
| ----------- | ------------------------------------------------ |
| 사업 명칭   | 영월다목적댐 건설사업                            |
| 사업 위치   | 강원도 영월군 영월읍 거운리, 삼옥리 일원         |
| 사업 기간   | 1998년 ~ 2001년                                  |
| 총사업비    | 1992년 : 5100억 원, 1997년 : 1조 656억 4700만 원 |
| 총 저수용량 | 6억 9800만 m3                                    |
| 댐의 크기   | 길이 235 m, 높이 98 m                            |
| 발전소      | 시설용량 19,600 kW                               |
| 수몰면적    | 수몰면적 : 21.9km2, 보상면적 22.7km2             |

## 논란
동강댐은 강원특별자치도 영월군 영월읍 거운리 동강에 지어질 예정이었다. 이에 홍수 예방을 위해 동강댐을 지어야 한다는 입장과 생태계 보전을 위해 짓지 말아야 한다는 입장이 충돌하여 몇 년 동안 논란이 일었다. 건설교통부는 안정적인 수자원 공급과 홍수 예방을 위해 동강댐을 반드시 지어야 한다고 주장했고 이종무 건설교통부 장관은 건설을 강행하겠다며 댐 본체가 들어서는 지반은 석회암이 아닌 견고한 암반층이라고 설명했다. 건설교통부와 수자원공사는 동강댐 건설에 따른 호우 피해 경감액이 연간 117억 원에 달하며 동강댐을 건설하면 하류에 위치한 충주댐의 홍수조절능력도 27% 향상하여 홍수 피해를 줄일 수 있다고 주장하였다.
대부분의 지역 주민과 환경단체들은 환경 파괴와 안전성 등을 이유로 동강댐 건설에 반대했다. 설문 조사 결과 지역주민 77% 정도가 동강댐 건설에 반대했지만, 일부 주민들은 홍수 예방을 근거로 동강댐 건설에 찬성했다. 1990년의 대홍수로 피해를 입은 영월군 주민들은 처음에는 찬성했으나 수몰지역에 대한 충분한 보상이 없고 댐 건설 추진 방식이 불합리하다는 이유로 나중에 반대했다. 정선군 주민들은 영월댐 건설 이후 시가지에 대한 수몰 대책의 미흡함과 정선읍 시가지의 침수 가능성, 역류 가능성을 근거로 1996년 11월 5일 정선군투쟁위원회를 구성하고 영월댐 반대 주민 설문조사 결과를 발표하는 등 댐 건설에 반대하였다. 1993년 4월 2일의 설명회에는 정선군 주민 100여 명이 참석하여 반대 의사를 표명했다. 특히 당시 103m의 댐 높이가 문제가 되었는데, 동강댐보다 상류에 있는 정선군 주민들은 이 높이로 댐이 건설되면 웬만한 홍수에도 역류가 발생해 정선읍 시가지가 침수될 것이라고 생각했다. 이 와중에 (만일 댐이 건설될 경우) 더 많은 수몰 보상금을 받아내기 위해 수몰 예정지 주민들과 외지인들이 강가에 과일나무를 심는 일도 생겼다. 한 지역 주민은 용담댐 건설 당시 수몰지의 나무 심은 밭은 평당 7만원씩 보상받는다는 이야기를 듣고 나무심기 바람이 불었다고 증언했다.
당시 32대 강원도지사인 김진선은 1999년 4월 초 동강댐 건설에 독자적으로 반대했고 이어서 강원도의회와 강원도내 18개 시·군 의회도 반대입장을 표명하였다. 1998년 12월 29일에 영월군 의회가, 30일에는 영월군 군수가 각각 영월댐 반대 성명서를 발표하였다. 그린피스와 같은 국제적인 환경 단체들도 동강댐 건설에 반대하는 입장을 밝혔다. 건교부와 수자원공사는 댐 건설을 위한 법적 절차를 충분히 준수하였다고 했지만 환경단체나 지역 주민은 의견 수렴이나 공청회, 환경영향평가 등에 소홀했다고 주장하였다.
김대중 대통령은 처음에는 홍수 피해를 막기 위해 동강댐 건설을 찬성했으나 1999년 8월 동강댐 건설을 안 했으면 좋겠다는 의견을 표시했다. 2000년 3월 21일 민주당은 환경영향평가 결과에 관계없이 총선 전에 동강댐 건설 계획을 백지화하겠다고 발표하였다. 동강댐 건설 타당성을 조사하기 위한 민·관 공동조사단은 2000년 5월 동강댐은 건설할 수 없다고 결론 내렸으며 김대중 대통령은 2000년 6월 5일 환경의 날을 맞아 동강댐 건설을 전면 백지화한다고 선언하였고 2000년 6월 동강댐 건설 계획 백지화가 확정되었다.

### 수질 악화 문제
대한민국 환경부는 영월에 동강댐이 건설될 경우 강물의 정체로 부영양화와 녹조 등이 발생하여 팔당호 수질이 악화될 가능성이 있다고 지적하였다. 대한민국 환경부는 현장조사 결과 댐 건설이 불가하다고 결론 내렸다. 조사단은 보고서에서 해당 지역에 석회암 동굴이나 습곡 등 특이 지형이 분포하고 희귀 조류의 번식지여서 학술적 가치가 높다고 하였다. 환경단체는 동강 유역의 지질이 석회암 구조로 되어 있어 수질이 알칼리성(pH 8~9)이고 수질 특성상 비소와 알루미늄의 식수 허용 기준치를 100배나 초과하여 식수로는 부적합하다고 주장하였다.
동강댐이 건설되면 동강 유역 내 폐광산에서 흘러나오는 중금속 폐수로 인해 동강이 오염될 수 있다는 주장도 나왔다. 1999년 1월 환경단체는 동강과 지장천이 합류하는 정선군 가수리 일대의 물을 채취해 분석을 의뢰한 결과 기준치의 10~20배에 달하는 비소와 카드뮴이 검출되었고, 해당 지역이 물에 잠기면 지하 600 m 까지 굴착한 폐갱도에서 나오는 각종 유해 물질로 동강댐 인공호의 수질이 악화될 것이라고 주장했다. 이에 수자원공사는 대부분의 탄광과 동강 사이에는 불투수층인 평안 누층군 홍점층이 있어 동강 수질에 직접적인 영향은 없을 것이라고 설명했다.

### 홍수 조절 문제
한국교원대학교의 오경섭 교수는 동강의 하곡이 좁고 협곡이 많아 댐을 건설해도 집중 호우시 많은 수량을 저장할 능력이 없다고 지적했다. 동강댐 예정 높이가 98 m로 규모는 소양강댐과 비슷하지만 저수용량은 소양강댐의 4분의 1 정도인 6억 8000만 톤에 불과하다고 설명했다. 환경운동연합은 홍수 피해는 제방 축조 미비나 하수관거의 정비 불량으로 인한 것이라며 동강댐이 건설되어도 홍수 피해를 막을 수 없다고 주장하였다. 환경단체는 기존의 다목적 댐들이 용수 공급을 목적으로 평시에도 물을 채워놓고 있어 오히려 홍수피해를 유발한다고 지적하며 홍수 조절용 소형댐을 건설하는 것이 더 낫다고 주장하였다. 이에 건설교통부는 평상시에 채워놓은 용수공급용 물도 갈수기와 홍수기에 맞춰 조절하며 동강댐과 같은 효과를 얻기 위해서는 70개 이상의 (홍수조절용) 댐 건설이 필요하다고 반론하였다.

### 생태학적 문제
시민단체들은 동강댐 건설로 자연생태계가 파괴될 수 있다고 주장하였으나 건설교통부는 댐 건설로 인해 일부 동식물의 서식처 변화는 불가피하나 이들이 멸종되는 것은 아니며 전체 유역의 생물 다양성이 증가할 것이라고 설명하였다. 1997년 9월 22일 댐 건설 예정지가 고시된 후 1998년 2월 건설교통부는 대한민국 환경부(이하 환경부)에 환경영향평가서를 제출했지만 환경부는 동년 3월에 보고서의 재보완을 요구하는 등 환경부와 건설교통부는 환경영향평가서를 둘러싸고 대립하였다. 1998년 4월 환경부는 동강 지역의 현지 조사 활동을 실시하였고, 동년 8월 30일 동강댐을 건설하면 수질이 악화될 수 있다는 입장을 밝혔으며, 10월 25일 대한민국 환경부 생태계조사단은 동강을 보존하는 것이 바람직하다고 주장하였다. 문화재관리국도 동강댐 수몰예정지를 현장조사한 후, 동강에 댐을 건설하기보다는 자연생태계를 보호해 명승지로 정하고 문화재로서 보존해야 한다는 의견을 제시했다. 환경부와 환경단체의 현장조사 결과 비오리 20쌍, 원앙 15쌍, 수달 10여 마리 외에 층층둥굴레, 연잎꿩의다리, 비술나무와 같은 희귀식물이 보고되었으며 환경부는 댐이 건설되면 이들 생태계가 파괴될 수 있다고 우려하였다.

## 지질학적 문제

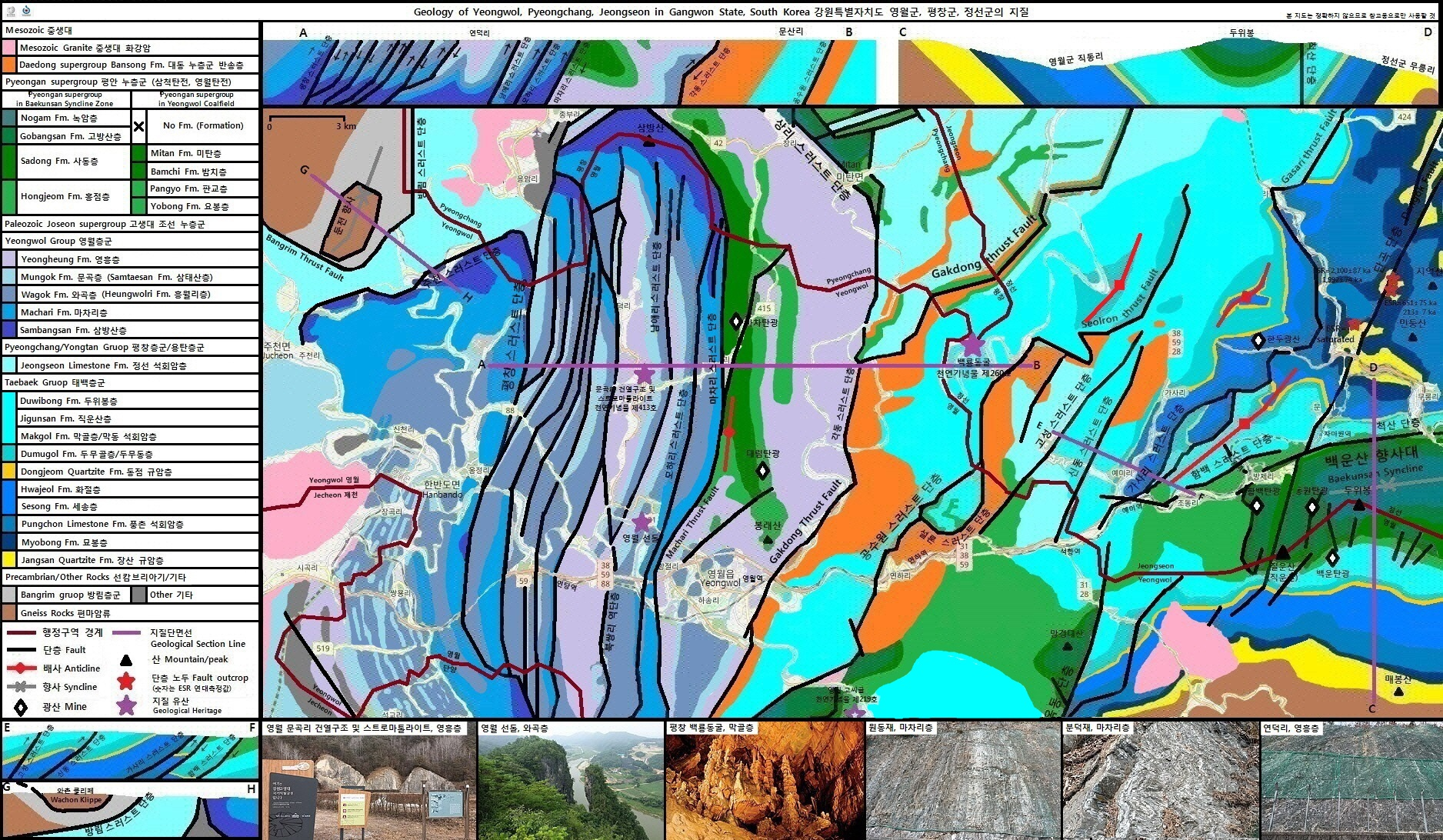
동강댐이 들어설 예정지였던 영월군 영월읍 거운리(그림 중앙) 주변 지역에는 조선 누층군의 석회암 지층과 영월인편상구조대, 각동 단층 등 수많은 단층들이 분포해 댐을 짓기에 부적절하다. 그림 오른쪽에 표시된 빨간색 별은 단곡 단층의 노두 위치를 표시한 것으로, ESR 연대측정법에 의한 최소 ESR 연대는 213±7 ka으로 보고되었다.

댐이 들어설 예정지였던 영월군 영월읍 거운리 일대에는 고생대 전기의 퇴적암 조선 누층군 중 석회암을 다수 포함하고 있는 막동 석회암층(막골층)과 영흥층 그리고 석회암이 없는 대동 누층군이 분포한다. 석회암은 다른 암석에 비해 매우 취약하며 오랜 세월 풍화가 진행되었기 때문에 석회암이 많은 동강 일대는 댐을 만들기에 매우 부적절하다. 이들 석회암 지층은 카르스트 지형을 형성하고 있는데, 댐이 건설될 경우 석회암이 용해되면서 돌리네와 같은 함몰 지형이 나타날 수도 있었다. 동감댐 건설을 추진할 당시 이 문제가 제기되었지만 댐 건설 반대 측 전문가와 주민들은 토목기술로 이를 해결할 수 있다는 이해하기 어려운 주장들이 나왔다고 증언하였다. 환경단체는 동강댐이 건설되는 지역이 대부분 석회암으로 구성된 지대로 높이 98m의 댐에 7억 m3의 물이 저수될 경우 석회암이 녹아 댐이 붕괴될 수 있다며 안전성에 문제를 제기하였다. 이에 건설교통부는 정밀 지질조사를 실시한 결과 댐의 안전에는 문제가 없으며 영월댐 건설지점은 물이 잘 새지 않는 사암과 셰일 지층으로 구성되어 있고 완벽한 차수대책을 실시하고 있으므로 댐의 안전에는 문제가 없다고 설명하였다.
충북대학교 강영복 교수는 동강 유역에 카르스트 지형의 단층선과 절개지가 많아 수몰 예정 지역에 분포하는 석회암의 용해 작용이 급격히 진행될 가능성이 높아 안정성에 문제가 많다고 경고했다. 한국동굴학회도 평창 백룡동굴을 주제로 한 논문에서, 동강 하도를 따른 지표 지질은 석회암이며 지하의 공동(空洞)과 암혈(巖穴; 동굴) 등 땅속에 공극이 많아 스펀지와 같은 상태이므로 댐과 같은 대형 토목 공사시 상당한 문제점들이 제기될 수 있다고 보고하였다.

### 지진과 단층
영월 동강댐 건설 예정지 일대는 단층의 균열이 심하고 지진이 자주 발생하는 지역이어서 댐을 지을 경우 큰 피해가 예상된다는 우려도 제기되었다. 국립방재연구소의 추교승은 영월과 평창, 정선일대가 과거 규모 4 이상의 큰 지진만도 17차례나 발생한 지진다발지역이라고 설명하였으며, 약한 단층대가 댐 건설로 (물에 의한) 압력을 받을 경우 댐 유발 지진이 일어날 수도 있다고 주장했다. 당시 전문가들의 지질조사에서 영월과 평창, 정선 일대에는 단층이 심하게 뒤틀리거나 기복이 심한곳이 많고 댐 건설 예정지에서 불과 300 m 떨어진 곳에 단층대가 지나가는 것이 확인되었다. 실제로 건설 예정지인 거운리 주변에는 위 그림과 같이 각동 단층 (덕포리 충상단층), 상리 충상단층과 같은 수많은 단층들이 분포한다. 한나라당 김형오 의원은 "동강댐 건설 예정지인 영월, 평창, 태백, 정선지역의 지진발생은 78년 이후 18번이나 된다"며 안전성에 의문을 제기했다. 한양대학교 김소구 지진연구소장은 1404년부터 1998년까지 영월, 평창, 정선 등 영월 동강댐 예정지 인접 지역에서 규모 2.0 이상 242회, 4.0 이상 204회, 5.0 이상 135회, 6.0 이상 지진이 19회나 발생했다며 댐 건설 이후에도 지진이 일어날 가능성을 배제할 수 없는 곳이라고 지적했다.

### 단곡 단층
정선군 남면 문곡리 지역에 존재하는 단곡 단층도 문제가 되었다. 1999년 3월 강원대학교의 이희권 교수는 정선군 남면 문곡리 일대에 북북동-남남서 주향으로 발달하는 단곡 단층을 대상으로 ESR 연대측정을 실시하였는데 약 20만년 전에 이곳 단층이 규모 5.0 이상으로 활동했음을 밝혀내었다.  이 지역은 동강댐 건설 예정지에서 불과 직선거리로 20 km 거리에 있으며 보통 제4기에 활동한 단층을 활성단층으로 규정하기 때문에 이희권 교수는 문곡 지역의 단곡 단층대가 가까운 과거에 활동을 계속 했다면 동강댐 건설 후보지도 지진의 가능성을 전혀 배제할 순 없다고 설명했다.

### 석회암 동굴
댐 건설 예정지 주변의 조선 누층군 석회암 지층 중에는 평창 백룡동굴과 같은 석회암 동굴들이 다수 발달한다. 이들 동굴로 인해 댐 건설 시 지반 침하의 위험이 있다는 우려는 동강댐 건설이 추진될 당시부터 제기되었다. 동강댐 건설 예정지 주변에 모두 192개의 석회암 동굴이 있는 것으로 조사되었으며, 한국동굴환경학회의 전문가들은 복잡하게 얽힌 동굴을 통해 댐의 물이 다른 곳으로 유출될 수 있으며 지진이 발생해 동굴이 무너지면서 댐 전체가 붕괴될 수 있다고 설명하여 댐 건설의 위험성을 주장하였다. 댐 백지화 이후 환경부와 국립환경연구원의 조사에서 모두 71개의 동굴이 확인되었다. 조선 누층군의 대표적인 석회암 지층인 막골층(막동 석회암층) 내에 발달한 평창 백룡동굴은 동강댐 백지화로 인해 수몰 위기를 피할 수 있었다.

## 동강댐 건설 백지화의 의의
동강댐의 백지화는 한국에서 개발보다 환경 보존의 가치가 더 높게 평가된 최초의 사례이다. 이에 따라 한국에서 환경과 개발이 새로운 갈등의 요소로 등장하게 되었다. 또한 동강댐 건설 백지화 과정에서, 정책만 세우면 무조건 추진되던 과거와 달리 국민의 지지를 받은 환경 및 시민단체가 큰 역할을 담당하였다는 것에 의의가 있다.

## 백지화 이후
환경운동연합은 2000년 동강댐 건설이 백지화된 뒤에도 영월군, 정선군, 평창군 주민들이 농가부채에 시달리고 있다며 정부를 상대로 집단 손해배상 청구 소송을 내기로 했다고 밝혔다.
2001년 정선읍에서 환경단체들과 갈등을 빚어 온 일부 지역 주민들이 환경단체 간부를 폭행하고 감금한 사건이 발생하였다.
동강댐 건설 백지화 이후 대한민국 환경부에서는 동강 일대 65 km2 지역을 생태계 보존지역으로 지정하였다. 이에 일부 주민들이 지역 발전에 장애가 된다며 반발하였다.
2006년 집중 호우가 내리자 동강댐 백지화 6년 만에 다시 동강댐 건설이 필요하다는 주장이 나오기도 했다.
2006년 한겨레는 수십억원의 예산을 들여 7년여 동안 가동한 수질개선기획단의 '영월댐(일명 동강댐) 건설 타당성 종합검토 보고서' 등 핵심 보고서들이 분실되었다고 보도했다. 이에 국무총리실은 총리실 내부에 보고서 원본과 컴퓨터로 된 데이터가 없다는 보도는 사실이라고 시인했다.

## 같이 보기
- 대한민국의 댐
- 동강
- 평창 백룡동굴
- 각동 단층 (영월인편상구조대)
- 단곡 단층
- 영월군의 지질
- 정선군의 지질
- 조선 누층군
- 댐